# В'єтнамська абетка

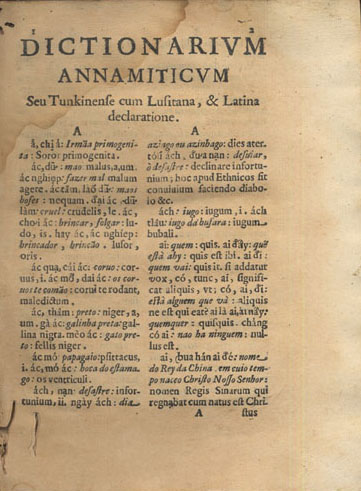
Сторінка зі словника Александра де Рода, автора сучасної в'єтнамської писемності куокнґи (1651)

В'єтнамська абетка, Куокнги, Куокнґи, Тьи Куок Нґи (в'єт. chữ quốc ngữ, «письмо національної мови», зазвичай скорочується до в'єт. Quốc Ngữ, «національна мова») — сучасна система писемності для запису слів в'єтнамської мови.
Куокнґи заснована на латинському алфавіті (точніше, на португальській писемності) з кількома диграфами та діакритичними знаками: чотири з них утворюють нові звуки, а п'ять — вказують на тон. Над однією літерою може стояти декілька діакритичних знаків.

## Історія
У XIII столітті в'єтнамська мова отримала писемність з Китаю. Слова записувалися китайськими ієрогліфами, які називали тьи-ном (в'єт. chữ nôm, 字喃), де кожен ієрогліф зазвичай означав окреме слово. Писемність ґрунтувалася на класичній китайській мові, яку у В'єтнамі називали тьи-не в'єт. chữ nho 漢字, але до неї додали винайдені у В'єтнамі ієрогліфи «тьи тхуан ном» (в'єт. chữ thuần nôm — «правильні номські знаки»).
Португальські місіонери з'явилися у В'єтнамі на початку XVI століття. Деякі з них, аби полегшити спілкування з місцевим населенням, почали транскрибувати слова в'єтнамської мови латиницею. Піонерами цієї справи були місіонери Кристофора Боррі, Франсіско де Піна та Франсіско де Бузомі, які з допомогою місцевих, навернених до християнської віри, дещо безсистемно транскрибували латиницею місцеві слова. Згодом місіонери Гаспар д'Амараль (1592—1645), Антуан де Барбоса (1594—1647) та Александр де Род (1591 або 1593—1660) незалежно один від одного створили перші словники в'єтнамської мови, Д'Амараль опублікував Dictionarium Annamaticum — Lusitanum, а Барбоса — Dictionarium Lusitanum — Annamiticum, обидва оригінали цих словників на сьогодні втрачено. 1651 року вийшов друком в'єтнамсько-португальсько-латинський словник Александра де Рода Dictionarium Annamiticum Lusitinum et Latinum, що тепер вважається датою появи в'єтнамської абетки куокнґи (в'єт. Quốc Ngữ).
До середини XVIII століття Куокнґи використовувалося переважно католицькими віруючими. Тим часом французькі єзуїти, які мусили залишити Японію, набували дедалі більшого впливу у В'єтнамі. Тож природно, що процес осучаснення Куокнґи розпочав французький місіонер П'єр-Жозеф-Жорж Піньо де Беен, який не дожив до публікації свого словника Việt — La Tinh (Dictionarium Annamatica — Latinum), що з'явився 1799 року. Через 35 років інший місіонер Ж. Табер (J. L. Tabert) продовжив працю Піньо де Беена в Сайгоні. Особливістю його доробку було те, що Табер разом з віруючими своєї громади затранскрибував велику кількість в'єтнамських віршів, прислів'їв та приказок. 1838 року вийшов друком його словник Nam Việt Dương Hiệp Từ Vựng (Dictionarium Annamatico — Latium). У цьому словнику було проведено велику роботу з уніфікації написання слів. Завдяки інтенсивному вживанню діакритики письмо стало ближчим до оригінальної в'єтнамської вимови. Також було спрощено й уніфіковано правила орфографії.
1858 року, під приводом захисту французьких місіонерів від антизахідних актів насильства, Франція вторглася у В'єтнам і до 1885 року анексувала весь Індокитай. З 1910 року французька колоніальна влада перевела всі вищі навчальні заклади В'єтнаму на французьку мову, в інших офіційних закладах писемність тьи-ном на основі китайської була замінена на латинізоване куокнґи. 1918 року у В'єтнамі було скасовано іспит з літератури для державних службовців, який передбачав знання китайської та письма тьи-ном.
На думку Памели Пірс, французи, насаджуючи латиницю, відрізали в'єтнамців від давньої літератури, оскільки нові покоління, не опанувавши ієрогліфіку, не мають можливості її читати. Хоча тут слід додати, що в минулому давню літературу також могли читати лише одиниці через дуже низький відсоток загальної грамотності.
Протягом 1933—1945 років в'єтнамський літературний рух «Tự Lực Văn Đoàn» (Літературна група самодопомоги) на чолі якого стояв Нат Лінь, виступала за впровадження куокнґи без китайських запозичень й ініціювала модернізацію в'єтнамської літератури. У вересні 1945 року організація В'єтмінь, що виступала за звільнення країни від французьких та японських колонізаторів, проголосила створення Демократичної Республіки В'єтнам та запровадила як офіційну писемність куокнґи, що було легше для вивчення, ніж тьи-ном для переважно неграмотного сільського населення В'єтнаму. Рівень грамотності зріс з 5 % до 90 % сьогодні.

## Структура
Кожен склад у в'єтнамській мові пишеться окремо. Раніше склади багатоскладових слів записувалися через дефіс, але після закінчення В'єтнамської війни та об'єднання країни ця система не прижилася. У складі є три частини:
1. обов'язкова ініціаль (у разі відсутності видимого ініціаля склад починається гортанним зімкненням),
2. обов'язкова медіаль зі значком тони,
3. необов'язкова фіналь.

## Літери абетки та їхня вимова
| Літера | Назва              | МФА                                       | Практична транскрипція українською (Мусійчук) |
| ------ | ------------------ | ----------------------------------------- | --------------------------------------------- |
| A      | a                  | aː, у деяких діалектах: æ                 | а                                             |
| Ă ă    | á                  | ɐ                                         | а                                             |
| Â â    | ớ                  | ə                                         | а, (е)                                        |
| B b    | bê, bờ             | ɓ, ʔb                                     | б                                             |
| C      | xê, cờ             | k                                         | к                                             |
| D      | dê, dờ             | північна вимова: z, південна вимова: j    | з                                             |
| Đ đ    | đê, đờ             | ɗ, ʔd                                     | д                                             |
| E      | e                  | ɛ                                         | е, є                                          |
| Ê ê    | ê                  | e                                         | е, є                                          |
| G g    | giê, gờ            | ɣ z (у «gi»)                              | г з                                           |
| H h    | hát, hờ            | h                                         | х                                             |
| I      | i ngắn             | i j як фіналь                             | i — і, ї; j — й; -ь-                          |
| K k    | ca                 | k                                         | к                                             |
| L l    | e-lờ               | l                                         | л                                             |
| M m    | em-mờ              | m                                         | м                                             |
| N      | en-nờ              | n                                         | н                                             |
| O o    | o                  | ɔ w як фіналь                             | о                                             |
| Ô ô    | ô                  | ɤ                                         | о                                             |
| Ơ ơ    | ơ                  | əː                                        | о                                             |
| P, p   | pê                 | p                                         | п                                             |
| Q q    | cu, quy            | північна вимова: kw, південна вимова: w   | к                                             |
| R      | e-rờ               | північна вимова: z, південна вимова: ʐ, ɹ | ʐ — ж ɹ — р                                   |
| S      | ét-sì, sờ, sờ mạnh | s, південна та центральна вимова: ʂ       | ш                                             |
| T t    | tê, tờ             | t                                         | т                                             |
| U u    | u                  | u w як фіналь                             | у, ю                                          |
| Ư ư    | ư                  | ɨ                                         | и                                             |
| V v    | vê, vờ             | v, південна вимова: j                     | в                                             |
| X x    | ích-xì, sờ nhẹ     | s                                         | с                                             |
| Y y    | i dài, i-cờ-rét    | i w як фіналь                             | і                                             |

## Приголосні
Більшість приголосних вимовляється відповідно до МФА, з наведеними нижче винятками.
- «d» та «gi» вимовляються або як [z] (північні діалекти), або як [j], й (в центральних і південних діалектах). У середньов'єтнамській мові літерою «d» записувався звук [ð], оскільки така вимова є у португальської літери «d»; а «gi» означало звук [ʝ], що приблизно відповідає італійському [dʒ], який записується як «gi» (Giovanni: Джованні).
- «Đ» вимовляється з гортанним зімкненням (МФА: [ʔɗ]).
- «s» вимовляється як «с» на півночі та як «ш» на півдні країни. Написання цього звуку як s було обрано з причини схожості з аналогічним свистячим приголосним в португальській мові. У практичній українській транскрипції передається, як «ш».
- «ng» — М'якопіднебінний носовий приголосний (МФА: [ŋ]). В українській транскрипції передається, як «нг» або «нґ»[6].
- Диграф «gh» та триграф «ngh» — варіанти «g» та «ng», що використовуються перед «i», щоб не плутати з диграфом «gi».
- В'єтнамське письмо не використовує літеру «f». Фонема /f/ передається диграфом «ph».
- Диграф «tr» відповідає /tɕ/ у північній вимові та /ʈ/ у південній, в практичній транскрипції передається як «ч».
- Диграф «th» відповідає придиховому /tʰ/, в практичній транскрипції передається як «тх».
- Диграф «nh» відповідає /ɲ/, в практичній транскрипції передається як «нь».
- Диграф «ch» відповідає /c/, в практичній транскрипції передається як «ть» або «ць».

## Голосні

### Вимова
Літери «y» та «i» еквівалентні й позначають той самий звук скрізь, крім дифтонгів («tay», рука, читається /tɐi/, а «tai», вухо, читається /taːi/). З початку XX століття були спроби стандартизації орфографії, які не мали успіху. Причиною тут могло бути небажання в'єтнамців писати прізвище «Нгуєн» як «Nguiễn», а популярне жіноче ім'я «Thúy» як «Thúi» (смердючий). На початку XXI століття орфографія без «y» зустрічається тільки в наукових публікаціях.
| Написання | Звучання                                                                 | Написання | Звучання                                       |
| --------- | ------------------------------------------------------------------------ | --------- | ---------------------------------------------- |
| a         | /aː/, /æ/ у деяких діалектах /ɐ/ перед «u» (y), /ə/ у складі «ia» (/iə/) | o         | /ɔ/, /ɐw/ перед «ng» і «c»; /w/                |
| ă         | /ɐ/                                                                      | ô         | /o/, /ɜw/ перед «ng» і «c» крім «uông» і «uôc» |
| â         | /ə/                                                                      | ơ         | /əː/                                           |
| e         | /ɛ/                                                                      | u         | /u/, /w/                                       |
| ê         | /e/, /ə/ у «iê»                                                          | ư         | /ɨ/                                            |
| i         | /i/ перед «a» і «ê»                                                      | y         | /i/ перед «ê»                                  |

### Орфографія

#### Монофтонги
Таблиця показує вимову монофтонгів та відповідний запис в'єтнамською.
| Звучання | Написання         | Звучання | Написання |
| -------- | ----------------- | -------- | --------- |
| /i/      | i, y (див. нижче) | /e/      | ê         |
| /ɛ/      | e                 | /ɨ/      | ư         |
| /əː/     | ơ                 | /ə/      | â         |
| /aː/     | a                 | /ɐ/      | ă         |
| /u/      | u                 | /ɤ/      | ô         |
| /ɔ/      | o                 |          |           |
Прим:. голосний /i/ може записуватися по-різному:
- зазвичай він позначається літерою «i»: /si/ = «sĩ»;
- іноді записується літерою «y» після h, k, l, m, s, t, v: /mi/ = «Mỹ».
  - Він завжди записується літерою «y», якщо перед ним стоїть голосна (/xuiən/ = «khuyên»), а також на початку китаїзмів (/iəw/ = «yêu»).

#### Дифтонги та трифтонги
| Звучання  | Написання                              | Звучання                      | Написання                         |
| Дифтонги  | Дифтонги                               | Дифтонги                      | Дифтонги                          |
| --------- | -------------------------------------- | ----------------------------- | --------------------------------- |
| /uj/      | ui                                     | /iw/                          | iu                                |
| /oj/      | ôi                                     | /ew/                          | êu                                |
| /ɔj/      | oi                                     | /ɛo/                          | eo                                |
| /əːj/     | ơi                                     |                               |                                   |
| /əj/      | ây, дочки in «ênh» /əjŋ/ і «êch» /əjk/ | /əw/                          | âu, ô в «ông» /əwŋ/ і «ôc» /əwk/  |
| /aːj/     | ai                                     | /aːw/                         | ao                                |
| /ɐj/      | ay, a in «anh» /ɐjŋ/ та «ach» /ɐjk/    | /ɐw/                          | au, o в «onɡ» /ɐwŋ/ та «oc» /ɐwk/ |
| /ɨj/      | ưi                                     | /ɨw/ на півночі зазвичай /iw/ | ưu                                |
| /iə/      | ia, ya, iê, yê                         | /uə/                          | ua                                |
| /ɨə/      | ưa                                     | /ɨəː/                         | ươ                                |
| /uo/      | uô                                     | /uiː/                         | uy                                |
| Трифтонги |                                        |                               |                                   |
| /iəw/     | iêu, yêu                               | /uoj/                         | uôi                               |
| /ɨəːj/    | ươi                                    | /ɨəːw/                        | ươu                               |
- /iə/ може записуватися як ia (у відкритих складах: /miə/ = «mía»), iê (перед приголосною: /miəŋ/), ya, yê; За практичною транскрипцією, ia та ya транскрибуються, як «іа», iê — як «є»/«'є» на початку складу чи після претоналі (Nguyễn — «Нґуєн»), в інших випадках як «ьє»; yê транскрибується, як «є».

- «i» змінюється на «y» на початку запозичень або після голосної: /xuiə/ = «khuya», /xuiən/ = «khuyên», /iən/ = «yên».

- /uə/ та /uo/ записуються як «ua» у відкритих складах (/muə/ = «mua») та як «uô» перед приголосними (/muon/ = «muôn»).

- /ɨə/ та /ɨɜː/ записуються як «ưa» у відкритих складах (/mɨə/ = «mưa») та як «ươ» перед приголосними (/mɨəːŋ/ = «mương»).

### Позначення тонів
Вʼєтнамська мова є тоновою, тобто значення кожного слова залежить від зміни висоти його тону. У літературному північному діалекті є шість тонів, а на півдні тони «хой» та «нга» злилися. Перший тон не маркується, а решта зазначаються на письмі додаванням діакритичного знаку до відповідної голосної літери.
| Назва                          | Контур                                      | Знак              | Приклади                                                   |
| ------------------------------ | ------------------------------------------- | ----------------- | ---------------------------------------------------------- |
| Ngang (нганга) або bằng (банг) | високий рівний,                             | —                 | A/a, Ă/ă, Â/â, E/e, Ê/ê, I/i, O/o Ô/ô, Ơ/ơ, U/u, Ư/ư, Y/y  |
| Huyền (хюєн)                   | спадний плавний,                            | гравіс            | À/à, Ằ/ằ, Ầ/ầ, È/è, Ề/ề, Ì/ì, Ò/ò, Ồ/ồ, Ờ/ờ, Ù/ù, Ừ/ừ, Ỳ/ỳ |
| Hỏi (хой)                      | висхідно-спадний,                           | Гак зверху        | Ả/ả, Ẳ/ẳ, Ẩ/ẩ, Ẻ/ẻ, Ể/ể, Ỉ/ỉ, Ỏ/ỏ, Ổ/ổ, Ở/ở, Ủ/ủ, Ử/ử, Ỷ/ỷ |
| Ngã                            | спадно-висхідний з гортанним змімкненням, ˀ | тильда            | Ã/ã, Ẵ/ẵ, Ẫ/ẫ, Ẽ/ẽ, Ễ/ễ, Ĩ/ĩ, Õ/õ, Ỗ/ỗ, Ỡ/ỡ, Ũ/ũ, Ữ/ữ, Ỹ/ỹ |
| Sắc                            | висхідний,                                  | акут              | Á/á, Ắ/ắ, Ấ/ấ, É/é, Ế/ế, Í/í, Ó/ó, Ố/ố, Ớ/ớ, Ú/ú, Ứ/ứ, Ý/ý |
| Nặng                           | різко спадний, ˀ                            | точка під літерою | Ạ/ạ, Ặ/ặ, Ậ/ậ, Ẹ/ẹ, Ệ/ệ, Ị/ị, Ọ/ọ, Ộ/ộ, Ợ/ợ, Ụ/ụ, Ự/ự, Ỵ/ỵ |

У тоні «нга» в середині голосний переривається гортанним зімкненням. Тон «нанг» в кінці теж глоталізується.
У складах з дифтонгами та трифтонгами положення значка тону викликає суперечки. У «старій нотації» значок ставиться на перший або центральний голосний (hóa, yếu), у «новій» — на головний голосний в ді — або трифтонзі (hoá). В обох системах, якщо над голосною вже є діакритика, то значок тону ставиться на неї («thuế», але не «thúê»).
Словниковий порядок при цьому залежить від тону: «tuân thủ» стоїть перед «tuần chay», хоча c — третя літера в абетці, а t знаходиться в кінці.
У практичній українській транскрипції тони на письмі не позначаються.

### Практична транскрипція українською
- Мусійчук, В. А. "Практична транскрипція в’єтнамських власних назв українською мовою: склад." Східний світ 2 (2011): 194-200.
- Мусійчук, В. А. "Практична транскрипція в’єтнамських власних назв українською мовою: голосні фонеми." Східний світ 2 (2012): 77-84.
- Мусійчук, В. А. "Практична транскрипція в'єтнамських власних назв українською мовою: приголосні фонеми." Східний світ 4 (2011): 125-129.